# Renan da Silva
Renan da Silva, mais conhecido como Renan Silva (Rio de Janeiro, 2 de janeiro de 1989), futebolista brasileiro que atua como meia atacante. Atualmente joga pelo Borneo F.C.

## Carreira

### Categorias de Base
Renan Silva foi uma das promessas do Flamengo da geração 88/89, que, entre outros, revelou craques como Renato Augusto, Erick Flores, Kayke. e Camacho
Antes de chegar a Gávea, porém, Renan, que jogava futsal desde os seis anos, recebeu duas propostas no ano de 2000: do Fluminense, e do Flamengo. Optou pela oferta do rubro-negro.
Participou de importantes campanhas da equipe de juniores do Fla, como o tricampeonato estadual nos anos de 2005 a 2007 e o terceiro lugar na Champions Youth Cup de 2007. Torneio este em que ele foi eleito o melhor jogador.
No ano seguinte, participou da Copa São Paulo de Juniores, e subiu para o time principal. Mesmo ficando no banco em alguns jogos, sem oportunidades, e sem sequer ter entrado em campo uma única vez na equipe principal, Renan se transferiu para o Bahia em 2010.

### Profissionais
Após passar a temporada de 2010 no Bahia, Renan acertou com o Olaria para disputar o Campeonato Carioca de 2011, ajudando a equipe a conquistar Troféu Washington Rodrigues, e a chegar as semi-finais do Carioca, quando foi eliminado pelo Vasco.
O bom Campeonato Carioca de 2011 feito por Renan o credenciou a assinar com o Vitória-BA. Todavia,
No ano seguinte, assinou com o Boavista, para a disputa do Cariocão daquele ano.
Terminado o torneio estadual, o jogador aceitou uma proposta para jogar na Romênia, onde defendeu, respectivamente, Rapid Bucaresti e Petrolul Ploiesti.
Depois, acabou contratado pelo Al Nahda da Arábia Saudita, antes de voltar ao Rio de Janeiro e, em seguida defender o ABC do Rio Grande do Norte.
Depois da experiência no Rio Grande do Norte, Renan foi jogar no Dibba Al Fujairah, dos Emirados Árabes Unidos.

## Títulos
Flamengo
- Campeonato Carioca de Juniores: 2006 e 2007
- Taça Otávio Pinto Guimarães: 2006
- Taça Belo Horizonte de Juniores: 2007

A.C Olaria
- Troféu Washington Rodrigues: 2011

Petrolul Ploieşti
- Romanian Cup: 2012–13

Dibba Al Fujairah
- UAE Division 1: 2014–15

Chainat Hornbill
- Chang Fa Cup Thailand: 2016

### Individuais
- Melhor jogador da Champions Youth Cup - 2007[4]